# 神経衰弱ぎりぎりの女たち
『神経衰弱ぎりぎりの女たち』（しんけいすいじゃくぎりぎりのおんなたち、原題：Mujeres al borde de un ataque de nervios , 英題：Women on the Verge of a Nervous Breakdown）は1988年製作のスペインの映画である。ペドロ・アルモドバル監督・脚本。ヴェネツィア国際映画祭脚本賞を受賞した。

## ストーリー
テレビ女優のペパは突然留守番電話で恋人イバンに別れを告げられ、旅行の荷造りを頼まれる。ペパは彼の旅行には、イバンの昔の恋人・ルシアが同伴するものだと思い彼女の家を訪ねるが、ルシアも旅行にはペパが同伴するのだと思っており、お互い疑心暗鬼に陥る。
精神的に参ってしまいそうな彼女のところに、ペパの友人のカンデラ、イバンとルシアの息子・カルロス、カルロスの許嫁マリサがやってきた。

## キャスト
- ペパ：カルメン・マウラ
- カルロス：アントニオ・バンデラス
- ルシア：フリエタ・セラーノ
- イバン：フェルナンド・ギリェン
- マリサ：ロッシ・デ・パルマ
- カンデラ：マリア・バランコ